# Maschinengewehr vz. 52
Das vz. 52 (mit vollem Namen: lehký kulomet vzor 52, auf Deutsch: leichtes Maschinengewehr Modell 52) war eine tschechoslowakische Infanteriewaffe.

## Geschichte und Technik

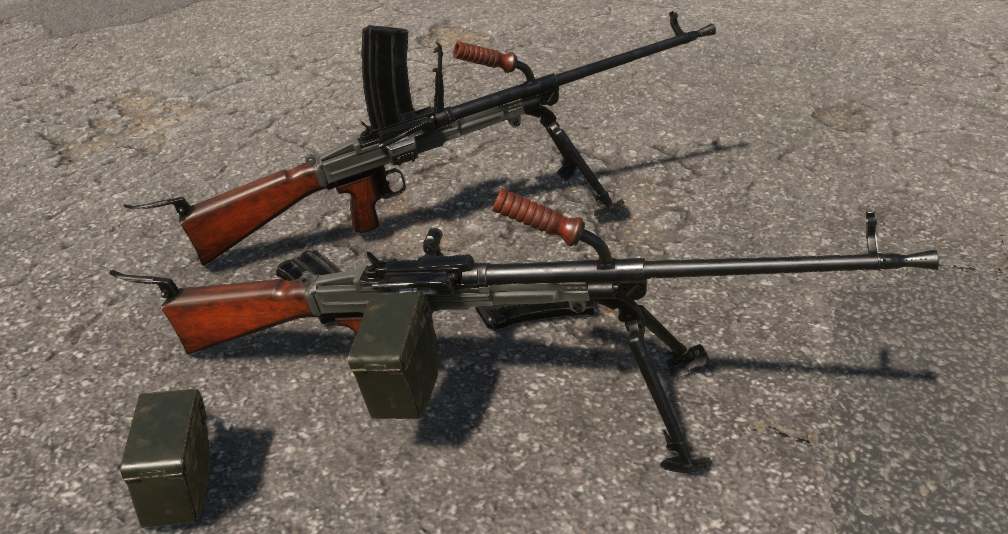
vz. 52/57 mit Magazin und Gurtkasten

Mit diesem Maschinengewehr fuhren die tschechischen Konstrukteure dort fort, wo sie vor dem Zweiten Weltkrieg gezwungenermaßen aufhören mussten. Dementsprechend ähnelte die Konstruktion des Modells 52 stark dem erfolgreichen Vorkriegsmodell ZB vz. 26. Das MG war sehr variabel. Es konnte ohne Umstellung sowohl mit Magazinen als auch mit Patronengurten geladen werden. Wie beim deutschen MG 34 war der Abzug gleichzeitig Wahlschalter für die Feuerart: die Betätigung des unteren Teils der Abzugswippe löste einzelne Schüsse aus, der obere bewirkte Dauerfeuer. Die Läufe waren leicht austauschbar, je nach Einsatz standen unterschiedlich massive Wechselläufe zur Verfügung. Mit leichtem Lauf und eingesetztem Magazin konnte die Waffe als leichtes MG geführt werden, mit schwerem Lauf und Gurtkasten hingegen war sie als mittelschwere Unterstützungswaffe einsetzbar.
Anfangs wurde das vz. 52 mit der in der Tschechoslowakei entwickelten Mittelpatrone 7,62 × 45 mm geladen. 1957 erfolgte die Umrüstung auf die Einheitspatrone M 43 des Warschauer Paktes, die modifizierten Exemplare wurden als vz. 52/57 geführt. Die vielen Optionen machten die Konstruktion des Maschinengewehres recht komplex. Mit der Munitionsumstellung litten auch die ballistischen Leistungen, da die sowjetische Patrone etwas schwächer war. Ein wirklich universelles Maschinengewehr bedurfte stärkerer Munition, worauf die Waffe 1960 durch das leistungsstärkere Universalmaschinengewehr vz. 59 ersetzt wurde.